# Lédenon
Lédenon es una población y comuna francesa, en la región de Languedoc-Rosellón, departamento de Gard, en el distrito de Nimes y cantón de Marguerittes.

## Demografía
| 396 | 417 | 487 | 780 | 938 | 1130 |
| Para los censos de 1962 a 1999 la población legal corresponde a la población sin duplicidades (Fuente: INSEE [Consultar]) |     |     |     |     |      |